# Pleasurekraft
Pleasurekraft ist ein schwedisch/US-amerikanisches Tech-House-DJ-Duo.

## Geschichte
Die Idee zu Pleasurekraft ist im Jahr 2009 von Kaveh Soroush und Kalle Ronngardh entstanden. Unterstützt wurde ihr erster Track von Pete Tong durch das Auflegen in seiner Radiosendung Essential Selection.
Im Frühjahr 2010 hatten Pleasurekraft ihren bisher größten Erfolg mit dem Track Tarantula. Sie erwarben sich schnell die Unterstützung von weltweiten DJ-Größen wie Sasha und Digweed, Nic Fanciulli, Danny Howells und Lee Burridge. Auf dem Weg an die Spitze der Charts überholten sie sogar Joris Voorn, Axwell und die gesamte Swedish House Mafia und hielten den ersten Platz der Beatport Charts insgesamt einen ganzen Monat lang.
Ihr Remix La La Land, ursprünglich von Green Velvet, schaffte es in weniger als einer Woche in die Top Ten der Tech-House-Charts.